# 8 Bits of Bliss
8 Bits of Bliss är ett musikalbum från 2008 av den svenske musikern Artax.

## Låtlista
1. Type name (4.04)
2. Transformed (7.48)
3. Crunching sounds (7.23)
4. Physical processors (8.49)
5. Castle of the 8 blissed bits (8.29)
6. Space warp (9.11)
7. Excuse my fuse  (7.33)
8. Esky killer, the doofers of oz (8.49)
9. Happy schenaniganze (7.30)
10. We are eating ants (7.07)
11. We are loosing touch (7.21)